# Sandıklı Belediye Spor Kulübü
Il Sandıklı Belediye Spor Kulübü è una società calcistica con sede a Sandıklı, in Turchia.
Fondato nel 1986, il club nel 2013 milita nella TFF 3. Lig.
I colori sociali della società sono il bianco-rosso-azzurro.

## Stadio
Il club gioca le gare casalinghe al Sandıklı Şehir Stadyumu, che ha una capacità di 2500 posti a sedere.